# High Voltage Australian Tour
Az High Voltage Australian Tour az ausztrál AC/DC hard rock együttes első igazi turnéja. A koncertek alatt az együttes tagsága már kezdett stabillá válni. Az együttes menedzsere, Michael Browning elintézte, hogy az együttes tagjai heti 60 dollárt keressenek.
A legfontosabb fellépési helyszínük a Countdown televíziós műsor volt, ahol 1974 novembere és 1976 decembere között harmincnyolc alkalommal léptek fel, és ezáltal jelentősen megnőtt az országos ismeretségük. Januárban csatlakozott hozzájuk Phil Rudd dobos, aki szinte végig a zenekar dobosa maradt.
Az egyik legfontosabb fellépést, a Sunbury Festivalon nem sikerült megtartania, mert a zenekar összeverekedett a Deep Purple stábjával, mivel nem akarták odaadni az AC/DC-nek a felszerelésüket, így az együttes levonult a színpadról. Így visszatértek a klubokhoz, ahol akár napi három alkalommal is felléptek.
Az album kiadása után csatlakozott a zenekarhoz Mark Evans basszusgitáros, így az "első klasszikus felállás megszületett". Az együttes népszerűsége nőtt, miután kiadták a High Voltage kislemezt, és a 6. helyig jutott, az album pedig 125 ezer példányban kelt el.
A turné alatt már elkezdek dolgozni a T.N.T. album dalain.

## Közreműködők
- Angus Young: gitár
- Malcolm Young: gitár
- Bon Scott: ének
- Rob Bailey: basszusgitár
- Mark Evans: basszusgitár
- Peter Clack: dob
- Phil Rudd: dob

## Dalok listája
1. Live Wire
2. She's Got Balls
3. Rock 'n' Roll Singer
4. Soul Stripper
5. Show Business
6. High Voltage
7. Can I Sit Next to You Girl
8. It's a Long Way to the Top (If You Wanna Rock 'n' Roll)
9. The Jack
10. T.N.T.
11. Baby, Please Don't Go